# Gouvernements collaborateurs chinois

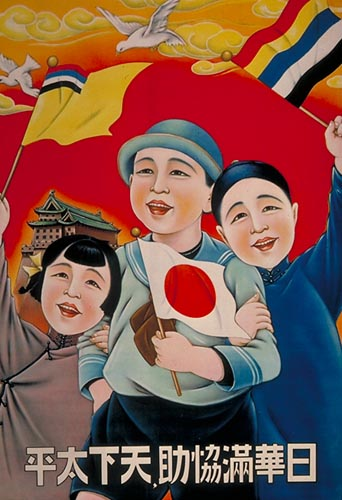
« Avec la coopération du Japon, de la Chine et du Mandchoukouo, le monde peut vivre en paix ». Affiche de propagande pro-japonaise, 1935.

Dans les années qui suivent la conquête de la Mandchourie, puis pendant la guerre sino-japonaise, l'empire du Japon crée plusieurs gouvernements collaborateurs chinois chargés d'administrer les territoires conquis à la république de Chine, au fur et à mesure de l'avancée de ses troupes. Ce n'est qu'en 1940 que l'occupant japonais réunit la plupart de ces entités sous la bannière du gouvernement de Nankin (également appelé république de Chine), chargé d'incarner une autorité centrale chinoise.
Les troupes combattant sous les bannières de ces différents gouvernements sont placées sous la supervision d'officiers japonais : les forces armées chinoises collaboratrices, initialement chargées essentiellement du maintien de l'ordre, voient leur rôle gagner en importance au fur et à mesure de la guerre sino-japonaise, en fonction de l'aide dont ont besoin les Japonais.
Tous les gouvernements collaborateurs chinois cessent d'exister en 1945, avec la défaite du Japon.

## Mandchoukouo
Création : 1932 / Disparition : 1945

Drapeau du Mandchoukouo

Le Mandchoukouo, ou Manzhouguo (Pays du peuple Mandchou) est proclamé le 18 février 1932, avec comme capitale Changchun (chinois : 長春), renommée Xinjing (chinois : 新京) ou « nouvelle capitale ». Puyi, dernier empereur de la dynastie Qing, est mis au pouvoir comme chef de l'exécutif, puis proclamé empereur en 1934. Au contraire des autres gouvernements collaborateurs chinois, le Mandchoukouo n'est jamais soumis à l'autorité du gouvernement national réorganisé de la république de Chine, et demeure considéré comme un État indépendant jusqu'en 1945.

## Progressive fusion des gouvernements collaborateurs chinois au sein de la république de Chine

### Conseil autonome du Hebei oriental
Création : 1935 / Fusion avec le Gouvernement provisoire de la république de Chine : 1937

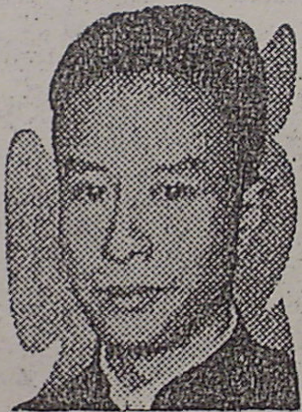
Yin Ju-keng.

Drapeau du Hebei oriental

Le traité de paix signé entre 1933 par le Japon et la république de Chine instaure une zone démilitarisée s'étendant de Tianjin à Pékin. Le 15 novembre 1935, Yin Ju-keng, administrateur du Hebei, proclame l'indépendance de son gouvernement vis-à-vis de la république de Chine. Le Conseil autonome du Hebei oriental (chinois : 冀東防共自治政府 ; pinyin : Jìdōng Fánggòng Zìzhì Zhèngfǔ), signe aussitôt des traités de coopération économique et militaire avec le Japon, en violation des traités déjà existants entre la Chine et le Japon. Le district de Tongzhou est choisi comme capitale de ce gouvernement pro-japonais, qui utilise comme étendard le drapeau à cinq couleurs, premier emblème de la république de Chine. En juillet 1937, Yin Ju-keng (en) tente de se libérer des Japonais en passant avec les troupes chinoises un accord, qui a pour résultante la mutinerie de Tongzhou. Il est ensuite arrêté par les Japonais, mais pas exécuté. En décembre 1937, le Conseil autonome est absorbé au sein du gouvernement provisoire de la république de Chine. Quelques années plus tard, Yin Ju-keng revient aux affaires, en participant à Nankin au ministère de la justice du gouvernement de Wang Jingwei, mais ne retrouve pas de fonctions de premier plan. Il est exécuté pour trahison, le 1er décembre 1947.

### Mengjiang
Création : 1936 / Autonomie au sein de la république de Chine : 1940

Drapeau du Mengjiang

Le Comité mixte du Mengjiang (chinois : 蒙疆联合委员会 ; pinyin : Mengjiang lianhe weiyuanhui) est un gouvernement formé en 1936 en Mongolie-Intérieure par des autonomistes bénéficiant du soutien japonais et dirigés par le prince mongol Demchugdongrub. Après une première insurrection manquée en octobre-novembre 1936, son indépendance est déclarée le 8 décembre 1937. Le gouvernement est rebaptisé en 1939 gouvernement autonome uni du Mengjiang (chinois : 蒙疆联合自治政府 ; pinyin : Mengjiang lianhe zizhi zhengfu), puis en 1941 Fédération autonome de Mongolie (chinois : 蒙古自治邦 ; pinyin : Menggu zizhi bang). Le Mengjiang est placé durant la guerre sous le contrôle théorique du gouvernement national réorganisé de la république de Chine, mais conserve sa relative autonomie jusqu'à la fin du conflit.

### Gouvernement provisoire de la république de Chine
Création : 1937 / Fusion avec la république de Chine : 1940

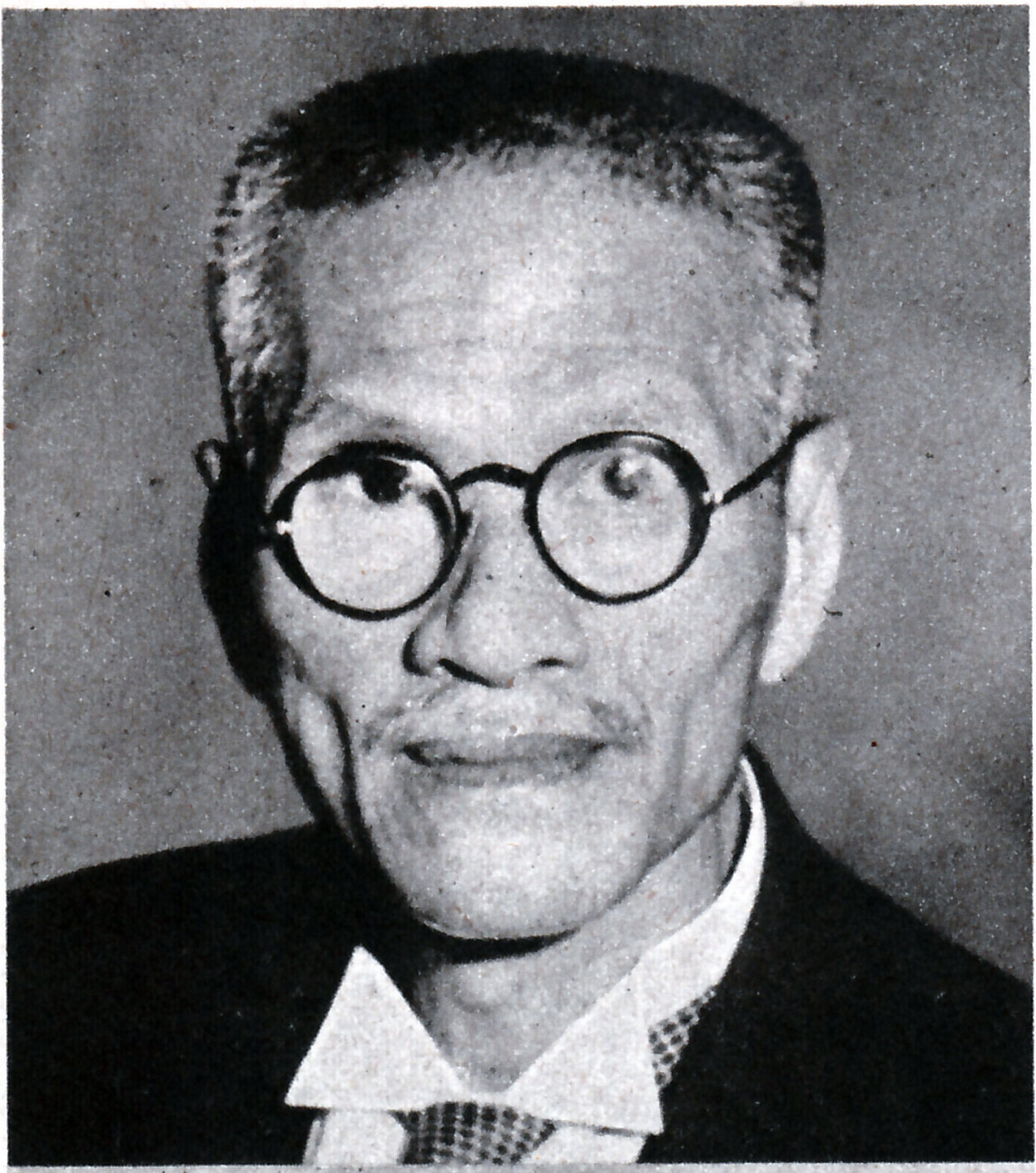
Wang Kemin.

Drapeau du gouvernement provisoire de la république de Chine

À la suite de l'incident du pont Marco-Polo et du déclenchement de la guerre sino-japonaise, le Japon prend le contrôle du nord de la Chine. Le gouvernement provisoire de la république de Chine (chinois : 中華民國臨時政府 ; pinyin : Zhōnghuá Mínguó Línshí Zhèngfǔ) est institué le 14 décembre 1937, avec Pékin comme capitale, rebaptisée Beiping. Wang Kemin, dissident du Kuomintang, en assure la direction. Ce gouvernement collaborateur, qui utilise également le premier drapeau de la république de Chine, contrôle théoriquement les provinces du Hebei, du Shantung, du Shansi, du Honan et du Jiangsu, mais ne dispose que d'une autonomie limitée accordée par les Japonais. En 1940, ce gouvernement est fusionné avec le gouvernement national réorganisé de la république de Chine, tout en conservant dans les faits son autonomie locale. Wang Kemin se suicide en 1945, après la défaite des Japonais.

### Gouvernement de Shanghai
Création : 1937 / Fusion avec le gouvernement réformé de la république de Chine : 1938

Drapeau du Gouvernement de Shanghai

En décembre 1937, après la chute de Shanghai, le Japon favorise la naissance d'un gouvernement collaborateur du Pudong, dirigé par Su Xiwen, et chargé d'administrer les affaires courantes. Ce gouvernement local est absorbé six mois plus tard, en mai 1938, par le gouvernement réformé de la république de Chine.

### Gouvernement réformé de la république de Chine
Création : 1938 / Fusion avec la république de Chine : 1940

Drapeau du Gouvernement réformé de la république de Chine

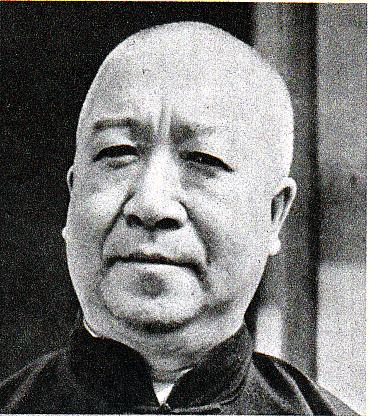
Liang Hongzhi.

Après la chute de Nankin, le Japon établit le 28 mars 1938 dans cette ville, alors capitale chinoise, un gouvernement collaborateur, le gouvernement réformé de la république de Chine (chinois : 中華民國維新政府 ; pinyin : Zhōnghuá Mínguó Wéixīn Zhèngfǔ). Ce gouvernement utilise comme bannière une variante du drapeau à cinq couleurs. Dirigé par Liang Hongzhi, le régime se voit accorder l'autorité sur les provinces du Zhejiang, du Jiangsu et de l'Anhui, ainsi que sur les villes de Nankin et Shanghai. Les Japonais n'accordent cependant que peu d'autonomie à ce gouvernement, ce qui en fait un outil de propagande médiocrement efficace auprès de la population chinoise. En 1940, le Gouvernement réformé de la république de Chine est absorbé par le gouvernement national réorganisé de la république de Chine. Liang Hongzhi est exécuté pour trahison en 1946.

## Gouvernement national réorganisé de la république de Chine
Création : 1940 / Disparition : 1945

Drapeau du Gouvernement national réorganisé de la république de Chine

Wang Jingwei.

En 1940, les Japonais unifient tous les gouvernements collaborateurs chinois — à l'exception du Mandchoukouo, reconnu comme un État indépendant — sous l'autorité nominale du gouvernement collaborateur basé à Nankin, et dirigé par Wang Jingwei. Utilisant le nom officiel de république de Chine (chinois : 中華民國 ; pinyin : Zhōnghuá Mínguó), ce régime se présente comme l'autorité légitime sur l'ensemble du territoire chinois, et, plutôt que d'utiliser le drapeau à cinq couleurs comme les précédents gouvernements, choisit comme étendard le drapeau utilisé par le gouvernement rival du Kuomintang, le gouvernement nationaliste. L'étendard du régime collaborateur se distingue, pour ses manifestations extérieures et à la demande des Japonais, par l'usage d'un fanion jaune, qui n'est plus utilisé après 1943.